# 近鉄1420系電車
1420系電車（1420けいでんしゃ）とは、近畿日本鉄道（近鉄）が1984年に導入した大阪線向け一般車両（通勤形電車）である。近鉄のVVVFインバータ制御車第1号であり、また日本の架線電圧1500Vの鉄道線では初めての新製VVVFインバータ車両である。
なお、解説の便宜上、宇治山田・鳥羽側先頭車の車両番号+F（Formation=編成の略）を編成名として記述（例：モ1421以下2両編成=1421F）する。

## 概要
1420系はVVVFインバータ制御試作車として登場した1421Fのことで、1984年9月3日に1250系（初代）の1251Fとして製造された。本形式の登場により、試作高性能電車のモ1450形が引退している。
1987年に登場した大阪線用VVVF量産車1250系（2代）1252F（現在の1422系1422F）はアルミニウム合金製の広幅車体を採用したことから、試作車は区別のため1986年10月1日付で形式名のみを1251系に改番した。
標準軌線区のGTO-VVVF車の形式は、2両編成の場合は日立製制御装置の搭載車が1200番台、三菱製制御装置の搭載車が1400番台に分けられた。量産車で日立製制御装置車の1230系が増備されると番号が重なるため、三菱製制御装置を搭載する1251系は1990年に1420系に再変更されている。
電算記号は製造当初はVC51であったが、1420系に改番した際にVW21に変更されている。

## 構造

### 車体デザイン

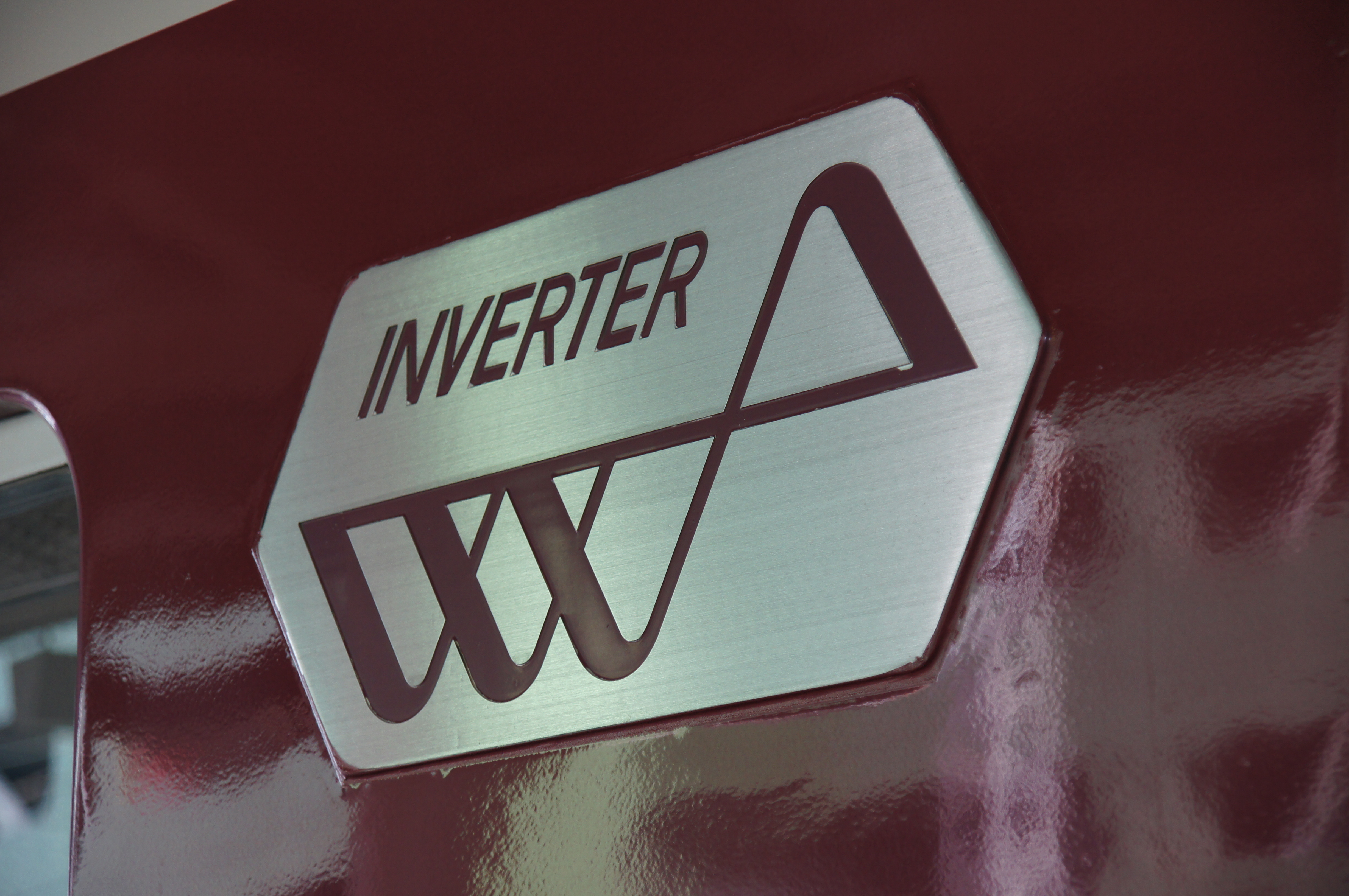
1420系のステンレスプレート式VVVFロゴ。

同時期に落成した界磁チョッパ制御車の1200系1211F・1212Fなどと同じ普通鋼製の片側4扉車体を持つため、6400系以降のGTO-VVVF制御車両と異なり裾が絞られていない形状をしており、側面方向幕は当初から装備している。空調関係も1200系と同等のものを採用し、運転台は青に塗装されている。
車内デザインも1200系などに準じた暖色系で、側面化粧板と妻面は淡いベージュを基調とした「サンドウェーブ柄」、天井化粧板は白を基調とした「こもれび柄」とされた。登場時はマルーンレッド一色の塗装で登場し、3200系登場後にシルキーホワイトとのツートンカラーに変更されている。また、5800系を除くGTO-VVVFインバータ制御車は、車体側面の運転室扉と乗降扉間にVVVFと三相交流をデザイン化したシンボルマークが銀色のシールで貼り付けられているが、本形式のシンボルマークは立体のエンブレム式が乗降扉側に寄せて取り付けている。

### 走行機器・性能
制御システムには、1984年当時の世界最大の高耐圧である三菱電機4,500V、2,000AのGTOサイリスタ素子を使用している。主制御器はSIV-G135形を使用。
主電動機に三相交流誘導電動機である三菱電機製MB-5014A（165kW）を装備し、従来の直流直巻電動機と比較して整流子やブラシが無いためにフラッシュオーバーの危険が無くなり、点検部分を大幅に低減させたためメンテナンス・フリーを実現している。
また、直流電動機や複巻電動機よりも約30%の重量削減を実現し、誘導電動機の特性上粘着率が高く取れるため従来の抵抗制御車に比べて加減速度の向上を実現し、回生制動の作用範囲も拡がっている。上り勾配での起動時でも周波数を一定に電圧のみを制御する方式で最急33‰勾配でも円滑な起動を可能とし、連続勾配下降時でも抑速回生で下降するが回生失効を考慮し、回生失効時は自動的に発電制動に切り替えるために抵抗器を搭載して急勾配区間での保安性も確保している。
制動装置は抑速ブレーキ・回生ブレーキ併用電磁直通ブレーキ(HSC-R)方式を採用し、従来の界磁チョッパ車や抵抗制御車との混結も考慮している。電空演算システムを採用し、本来Tc車が受け持つべき制動力の一部をMc車の電力回生制動力に分担させている。
MGはHG-77463-Oir形(70kVA)をTcに設置している。CPはTcに当初D-3-F形を設置していたが、後にHS-10形に変更している。車両性能では最高速度は110km/hを確保している。
台車は車体直結式のスタビライドを使用した両抱き踏面制動方式の近畿車輛製KD-88シュリーレン型横剛性空気バネ台車で、Tc車は1400系と同一のKD-88Aであるが、Mc車は新開発のKD-88Bを装備する。
製造当初はモニタ装置を搭載していたが、現在は撤去されている。

## 改造

### 車体更新
2008年4月に内装材の交換および各車両の車椅子スペース整備と車体連結部の転落防止幌設置を中心とする車体更新が高安検修センターにて行われ、営業運転に復帰した。
|               | 車体更新  | 転落防止幌設置 | 廃車   |
| ------------- | --------- | -------------- | ------ |
| 1421F（VW21） | 2008年4月 | 車体更新時     | 運用中 |

## 運用
落成から約1ヶ月半にわたる試運転の後、1984年10月31日より営業を開始した。1編成2両のみの試作車であるため、車体更新までは不慮の故障発生時を想定して、青山町駅以西の普通列車で使用されることが多いが、運用の都合で山田線および鳥羽線、名古屋線にも入線することがある。
2016年9月3日には、同日で本形式の落成から32周年となったことを記念して「32th Anniversary VW21ガタンゴトンツアー」が中部学鉄連により実施され、営業運転開始以来初めて湯の山線湯の山温泉駅に入線した。
2019年4月1日現在は高安検車区に所属する。
|        | ← 大阪上本町・近鉄名古屋 |        |           |           |
| 系列   | 編成名                   | 電算名 | Tc ク1520 | Mc モ1420 |
| 1420系 | 1421F                    | VW21   | 1521      | 1421      |